# Esenbeckia yepocapa
Esenbeckia yepocapa är en tvåvingeart som beskrevs av David Fairchild 1951. Esenbeckia yepocapa ingår i släktet Esenbeckia och familjen bromsar. Inga underarter finns listade i Catalogue of Life.